# Korent
Korent je priimek v Sloveniji, ki ga je po podatkih Statističnega urada Republike Slovenije na dan 1. januarja 2010 uporabljalo 129 oseb. Trenutno je po pogostnosti uvrščen na 3433. mesto.

## Znani nosilci priimka
- Blaž Korent (*1975), atlet
- Janez Korent (1944–2013), ugankar
- Petra Korent, oblikovalka, risarka...
- Tevž Korent (*1977), atlet, trener, predsednik Plazma športnih iger mladih
- Vincenc (Vinko) Korent (*1946), atlet, ugankar in urednik
- Žiga Korent (*1984), umetnik